# Maratus heteropogon
Lycidas heteropogon là một loài nhện trong họ Salticidae.
Loài này thuộc chi Lycidas. Lycidas heteropogon được Eugène Simon miêu tả năm 1909.